# Jerzy Zitzman

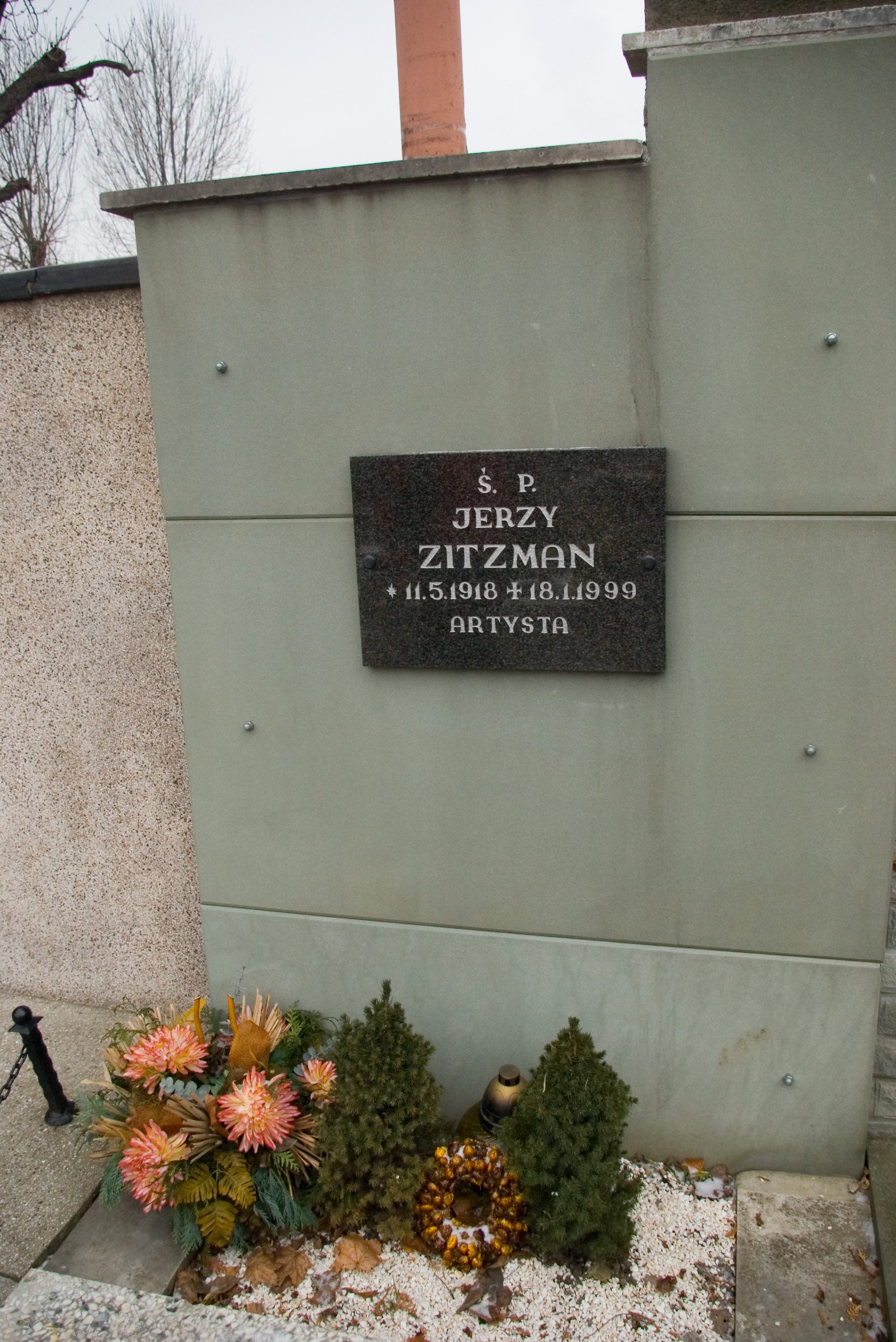
Grób Jerzego Zitzmana na Cmentarzu w Białej

Jerzy Zitzman (ur. 11 maja 1918 w Wadowicach, zm. 18 stycznia 1999 w Bielsku-Białej) – malarz, scenograf, reżyser teatralny i filmowy.

## Życiorys
Syn Franciszka Zitzmana, znanego portrecisty przedwojennego; twórca i wieloletni dyrektor Teatru Lalek Banialuka w Bielsku-Białej. Twórca festiwalu lalkowego organizowanego w cyklu dwuletnim przez tenże teatr. Autor 21 filmów animowanych (głównie wycinankowych) powstałych w Studiu Filmów Rysunkowych w Bielsku-Białej. Laureat wielu nagród i wyróżnień, z których najbardziej cenił sobie Order Uśmiechu. Ponadto był odznaczony m.in. Krzyżem Kawalerskim Orderu Odrodzenia Polski (1988) i odznaką Zasłużony Działacz Kultury.
Należał do PZPR.
Jest jednym z bohaterów książki Jerzego Armaty Anima. Mistrzowie polskiej animacji (wyd. EGoFILM, Warszawa 2025).